# Höstvårtkaktus
Höstvårtkaktus (Mammillaria karwinskiana) är en suckulent växt inom vårtkaktussläktet och familjen kaktusväxter. Arten beskrevs av Carl von Martius 1832.